# James K. Mitchell
James Kenneth Mitchell (* 19. April 1930 in Manchester (New Hampshire); † 17. Dezember 2023) war ein US-amerikanischer Bauingenieur für Geotechnik.

## Werdegang
Mitchell studierte am Rensselaer Polytechnic Institute (Bachelor 1951) und am Massachusetts Institute of Technology, wo er 1953 seinen Master-Abschluss machte und 1956 promoviert wurde. Nach zwei Jahren Wehrpflicht bei der US-Armee (wo er auch in Deutschland stationiert war) ging er 1958 an die University of California, Berkeley, wo er Professor für Bauingenieurwesen wurde und 1979 bis 1984 Vorstand der Fakultät für Bauingenieurwesen. 1993 emeritierte er und wurde 1994 Professor an der Virginia Tech, ab 1999 als University Distinguished Professor Emeritus.
Zu seinen Forschungsgebieten zählten Grundlagenforschung in der Bodenmechanik, Bodenverbesserung, Verhalten von Böden bei Erdbeben, Umwelt-Geotechnik, In-situ-Messungen. Mitchell schrieb ein in den USA verbreitetes Lehrbuch der Bodenmechanik und hatte über 75 Doktoranden. Er schrieb (bzw. war Ko-Autor von) über 350 wissenschaftliche Veröffentlichungen.
Er erhielt zweimal die Norman-Medaille (1972, 1995), den Walter L. Huber Forschungspreis und dreimal den Thomas A. Middlebrooks Award der ASCE. Er erhielt 1999 den Outstanding Service Award des US Army Corps of Engineers, die Outstanding Civil Service  Medal des Department of the Army und die Medal of Exceptional Scientific Achievement der NASA (er war an den Apollo-Missionen beteiligt, in der Vorhersage des Fahrverhaltens auf dem Mondboden und der Konzeption der Probenahmen). Er war 1989 bis 1994 Vizepräsident der International Society of Soil Mechanics and Foundation Engineering (ISSMFE). Er war Vorsitzender der US-Verbindungsstelle zur ISSMFE und der Bauingenieurs-Sektion der National Academy of Engineering. Er war Ehrenmitglied der ASCE. 1998 wurde er in die National Academy of Sciences gewählt.
Mitchell war Terzaghi Lecturer (1984, und er erhielt den Terzaghi Award), Buchanan Lecturer  (1995), Casagrande Lecturer (1993) und Rankine Lecturer (1991, Conduction phenomena - from theory to geotechnical practice, Geotechnique, Band 41, 1991, S. 299–340).

## Schriften
- Mitchell, Kenichi Soga Fundamentals of Soil Behaviour, Wiley, 3. Auflage 2005 (1. Auflage 1976 als alleiniger Autor)
- I. M. Idriss (Hrsg.) Selected geotechnical papers of James K. Mitchell, ASCE, Reston, Virginia 2001
- Mitchell Soil improvement- state of the art report, 10. ICSMFE 1981, Stockholm, Band 4, S. 509–565
- Mitchell, Wan Electroosmotic consolidation of soils, Journal Geotechn. Eng. ASCE, Band 102, 1976, S. 473